# Макфадден, Гейтс
Ше́рил Гейтс Макфа́дден (англ. Cheryl Gates McFadden; род. 2 марта 1949, Акрон, Огайо, США) — американская актриса, кинорежиссёр, кинооператор, танцовщица, хореограф и преподаватель.

## Биография
Шерил Гейтс Макфадден родилась 2 марта 1949 года в Акроне (штат Огайо, США) в семье литовского происхождения.
В 1970 году Гейтс с отличием окончила Брандейский университет, получив степень бакалавра искусств в области театрального искусства. После окончания университета, Макфадден переехала в Париж (Франция) и изучала театр с актёром Жаком Лекоком (1921—1999). 

## Карьера
Гейтс дебютировала в кино в 1984 году, сыграв роль секретарши мистер Прайса в фильме «Маппеты сделают Манхэттен». Всего она сыграла в 28-ми фильмах и телесериалах.
В 1994 году Гейтс дебютировала в качестве режиссёра, сняв эпизод «Происхождение» телесериала «Звёздный путь: Следующее поколение», в котором она также играла роль Беверли Крашер в 1987—1994 года.
В 2004 году Гейтс участвовала в реставрации старого южнофранцузского театра.
По состоянию на 2005 год Гейтс преподает в Университете Южной Калифорнии.
В 2006 году Гейтс дебютировала в качестве оператора, сняв эпизод «FanExpo Frenzy» телесериала «Галактикаст».
Также Гейтс является танцовщицей и хореографом; в 1982—1991 года она поставила танцы для пяти фильмов и телесериалов.

## Личная жизнь
Гейтс замужем за кинопродюсером Джоном Толботом. У супругов есть сын — Джеймс Кливленд Макфадден-Толбот (род.10.06.1991).

## Избранная фильмография
актриса
| Год       |   | Русское название                   | Оригинальное название          | Роль                                                                             |
| --------- | - | ---------------------------------- | ------------------------------ | -------------------------------------------------------------------------------- |
| 1984      | ф | Маппеты сделают Манхэттен          | The Muppets Take Manhattan     | секретарша мистер Прайса                                                         |
| 1987      | с | Шоу Косби                          | The Cosby Show                 | имя персонажа неизвестно                                                         |
| 1987—1994 | с | Звёздный путь: Следующее поколение | Star Trek: The Next Generation | Беверли Крашер                                                                   |
| 1988      | с | Все мои дети                       | All My Children                | доктор Лиза Мэллори                                                              |
| 1990      | ф | Охота за «Красным октябрём»        | The Hunt for Red October       | Кэролайн Райан                                                                   |
| 1990      | ф | Как преуспеть в делах              | Taking Care of Business        | Дайан Коннорс                                                                    |
| 1992      | с | Закон Лос-Анджелеса                | L.A. Law                       | имя персонажа неизвестно                                                         |
| 1994      | с | Нас пятеро                         | Party of Five                  | Грир Эриксон                                                                     |
| 1994      | ф | Звёздный путь: Поколения           | Star Trek: Generations         | Беверли Крашер                                                                   |
| 1995—1996 | с | Без ума от тебя                    | Mad About You                  | Эллисон Рурк                                                                     |
| 1996      | ф | Звёздный путь: Первый контакт      | Star Trek: First Contact       | Беверли Крашер                                                                   |
| 1998      | ф | Звёздный путь: Восстание           | Star Trek: Insurrection        | Беверли Крашер                                                                   |
| 2000      | с | Практика                           | The Practice                   | судья Эмили Харрисон                                                             |
| 2002      | ф | Звёздный путь: Возмездие           | Star Trek: Nemesis             | Беверли Крашер                                                                   |
| 2011—2013 | с | Компаньоны                         | Franklin & Bash                | судья Мэллори Джейкобс {{ВСериале\|2020\|2023\|Star Trek: Picard\|Беверли Крашер |

режиссёр
- 1994 — «Звёздный путь: Следующее поколение»/Star Trek: The Next Generation

оператор
- 2006 — «Галактикаст[англ.]»/Galacticast